# Vincen Cornu
 (novembre 2021).
Si vous disposez d'ouvrages ou d'articles de référence ou si vous connaissez des sites web de qualité traitant du thème abordé ici, merci de compléter l'article en donnant les références utiles à sa vérifiabilité et en les liant à la section « Notes et références ».
Pour les articles homonymes, voir Cornu.
Vincen Cornu, architecte DPLG, urbaniste ENPC, est né en 1954 à Poitiers. Enseignant et ancien président du conseil d'administration de l'École nationale supérieure d'architecture de Paris-La-Villette.
Jeune architecte, il a été chargé de la réalisation du musée Picasso à Paris durant sa collaboration avec Roland Simounet.
Il fut ensuite associé durant plusieurs années avec l'architecte Benoît Crépet.
Il a également conçu la scénographie d'une cinquantaine expositions à Paris et à l'étranger : Cézanne, Picasso, Poussin, Delacroix, Les Vikings, Matisse…
Ses travaux ont reçu plusieurs distinctions (mention de l'Équerre d'argent 1998, Palmarès de l'Habitat 1999,…).
Il assure depuis 2012 la charge d'architecte-urbaniste conseil de Rennes Métropole avec Christophe Delmar, paysagiste.

## Principales réalisations
- Bibliothèque, rue des Écoles, Artenay (Loiret) avec Benoît Crépet en 1990.
- Musée du théâtre forain, Artenay (Loiret) avec Benoît Crépet en 1994.
- Musée Daelim, Séoul, 2002
- 80 logements à Montreuil, rue Walwein, 1994-2004, sur un plan directeur d'Alvaro Siza
- Îlot Centre, Saint-Jacques-de-la-Lande (Ille-et-Vilaine), 1998-2007, comprenant une école, une crèche, une école de musique, un équipement public intégré et des logements.
- Îlot des Bosquets à Montfermeil, 2007-2014
- Accueil du château de Pierrefonds, 2009